# تورغوتلو
تورغوتلو المعروفة أيضًا باسم القصبة هي مدينة في محافظة مانيسا في منطقة بحر إيجة، تركيا. يبلغ عدد سكانها 140753 نسمة حسب إحصاء عام 2009. تغطي المنطقة مساحة 473 كـم2 (183 ميل2).